# Úmluva o právním postavení uprchlíků
Úmluva o právním postavení uprchlíků, někdy zvaná též Ženevská úmluva o uprchlících, je multilaterální mezinárodní dohoda vypracovaná na půdě Organizace spojených národů v roce 1951. Definuje, kdo je uprchlík, a stanoví práva jednotlivců, kteří hledají a získají azyl, a povinnosti národů, které azyl udělují. Úmluva také stanoví, kteří lidé nemají nárok na status uprchlíka, jako např. váleční zločinci.
Jelikož bývá označovaná za ženevskou úmluvu o uprchlících, je třeba dávat pozor na její chybné zaměňování se čtyřmi ženevskými úmluvami, které upravují jednání stran v ozbrojených konfliktech.
Úmluva vychází z článku 14 Všeobecné deklarace lidských práv z roku 1948, které uznává práva osob požádat o azyl před pronásledováním v jiných zemích.

## Historie
Úmluva byla schválena na zvláštní konferenci OSN 28. července 1951. První smlouvu ratifikovalo 4. prosince 1952 Dánsko. Smlouva vstoupila v platnost 22. dubna 1954. Nejprve se týkala ochrany evropských uprchlíků z období před rokem 1951 (po druhé světové válce), ale státy se mohly dobrovolně zavázat, že její ustanovení vztáhnou i na uprchlíky z jiných míst.
V roce 1967 byl schválen doplňkový protokol, který rozšířil platnost úmluvy na uprchlíky „bez jakýchkoli zeměpisných omezení“, přičemž ale zůstala v platnosti dříve vydaná prohlášení smluvních stran omezující zeměpisný rozsah.
K dubnu 2015 přistoupilo k úmluvě 145 zemí a k protokolu z roku 1967 celkem 146 zemí. Madagaskar a Svatý Kryštof a Nevis jsou smluvní stranou pouze úmluvy, zatímco Kapverdy, Spojené státy americké a Venezuela jsou smluvní stranou pouze protokolu.
V současnosti existují i názory, že komplexní povaha situace uprchlíků ve 21. století volá po nové úmluvě.

## Definice uprchlíka
Článek 1 úmluvy ve znění protokolu z roku 1967 definuje uprchlíka jako:
"Osoba, která se nachází mimo svou vlast a má oprávněné obavy před pronásledováním z důvodů rasových, náboženských nebo národnostních nebo z důvodů příslušnosti k určitým společenským vrstvám nebo i zastávání určitých politických názorů, je neschopna přijmout, nebo vzhledem ke shora uvedeným obavám, odmítá ochranu své vlasti; totéž platí pro osobu bez státní příslušnosti nacházející se mimo zemi svého dosavadního pobytu následkem shora zmíněných událostí, a která vzhledem ke shora uvedeným obavám se tam nechce nebo nemůže vrátit."
Některé novější smlouvy a dohody definují uprchlický status odlišněji, např. Úmluva o zvláštních aspektech problémů uprchlíků v Africe z roku 1969, sjednaná Organizací africké jednoty a tzv. Cartagenská deklarace z roku 1984, nezávislá dohoda o regionálních standardech pro uprchlíky ve Střední Americe.

## Práva a povinnosti smluvních stran úmluvy
Země, které ratifikovaly Úmluvu o právním postavení uprchlíků, jsou povinny chránit uprchlíky, které jsou na jejich území.

### Uprchlíci
- musejí dodržovat místní zákony států (čl. 2)

### Smluvní státy
- musejí vyjmout uprchlíky z principu mezinárodní reciprocity (čl. 7): udělení práva azyl nemůže být podmíněno poskytováním podobného zacházení s uprchlíky v zemi jejich státní příslušnosti
- mohou přijmout proti uprchlíkům dočasná opatření v zájmu zajištění státní bezpečnosti (čl. 9)
- respektují osobní postavení uprchlíka a jeho práva, která si přináší ze své země, zvláště práva týkající se sňatku (čl. 12)
- poskytují uprchlíkům volný přístup ke všem soudům (čl. 16)
- poskytují uprchlíkům pomoc ve správní agendě (čl. 25)
- vystavují uprchlíkům osobní doklady (čl. 27) a omezeně též cestovní doklady (čl. 28)
- umožní uprchlíkům převést jejich majetek do země jejich znovuusazení (čl. 30)
- maximálně usnadňují asimilaci a naturalizaci uprchlíků (čl. 34)
- spolupracují s Úřadem vysokého komisaře pro uprchlíky OSN (UNHCR) a poskytují mu asistenci při jeho dohledu na dodržování úmluvy (čl. 35)
- poskytují informace o relevantních domácích právních předpisech (čl. 36)
- k urovnávání sporů týkajících se záležitostí této úmluvy se obrací na Mezinárodní soudní dvůr (čl. 38)

### Smluvní státy nesmějí
- diskriminovat uprchlíky (čl. 3)
- přijmout výjimečná opatření proti uprchlíkům výhradně na základě jejich státní příslušnosti (čl. 8)
- vymáhat od uprchlíků daně nebo poplatky, které se liší od požadavků týkajících se vlastních státních příslušníků smluvního státu (čl. 29)
- trestat uprchlíky, kteří vstoupili ilegálně na území smluvního státu za účelem získání azylu, pokud se následně přihlásili (čl. 31)
- vyhánět uprchlíky (Článek 32)
- násilně vracet uprchlíky do země, ze které uprchli (čl. 33). Tato zásada je ale v mezinárodním právu všeobecně přijímána i na obecné rovině, předpokládá se tedy, že tento princip mají respektovat i státy, které k úmluvě nebo protokolu nepřistoupily. V případě ohrožení tohoto principu, může zasáhnout UNHCR spolu s dalšími organizacemi, a pokud to uzná za vhodné, může informovat veřejnost.

### Rovnost uprchlíků s domácími státními příslušníky
Smluvní stát musí zacházet s uprchlíky stejně jako se svými vlastními občany ve věcech:
- svobody náboženského vyznání a jeho projevů (čl. 4)
- ochrany autorských práv a průmyslového vlastnictví (čl. 14)
- přídělového hospodářství (čl. 20)
- základního vzdělání (čl. 22)
- veřejné pomoci a podpory (čl. 23)
- pracovního práva a sociálního zabezpečení (čl. 24)

### Rovnost uprchlíků s cizími státními příslušníky
Smluvní stát musí zacházet s uprchlíky stejně jako s jinými cizími státními příslušníky ve věcech:
- nabývání movitého a nemovitého majetku (čl. 13)
- práva na sdružování ve spolcích a odborech (čl. 15)
- zaměstnání (čl. 17)
- samostatného podnikání (čl. 18)
- svobodných povolání (čl. 19)
- bydlení (čl. 21)
- vzdělání nad úroveň základního vzdělání (čl. 22)
- práva na volný pohyb a volbu bydliště (čl. 26)